# St. Peter (Uerdingen)

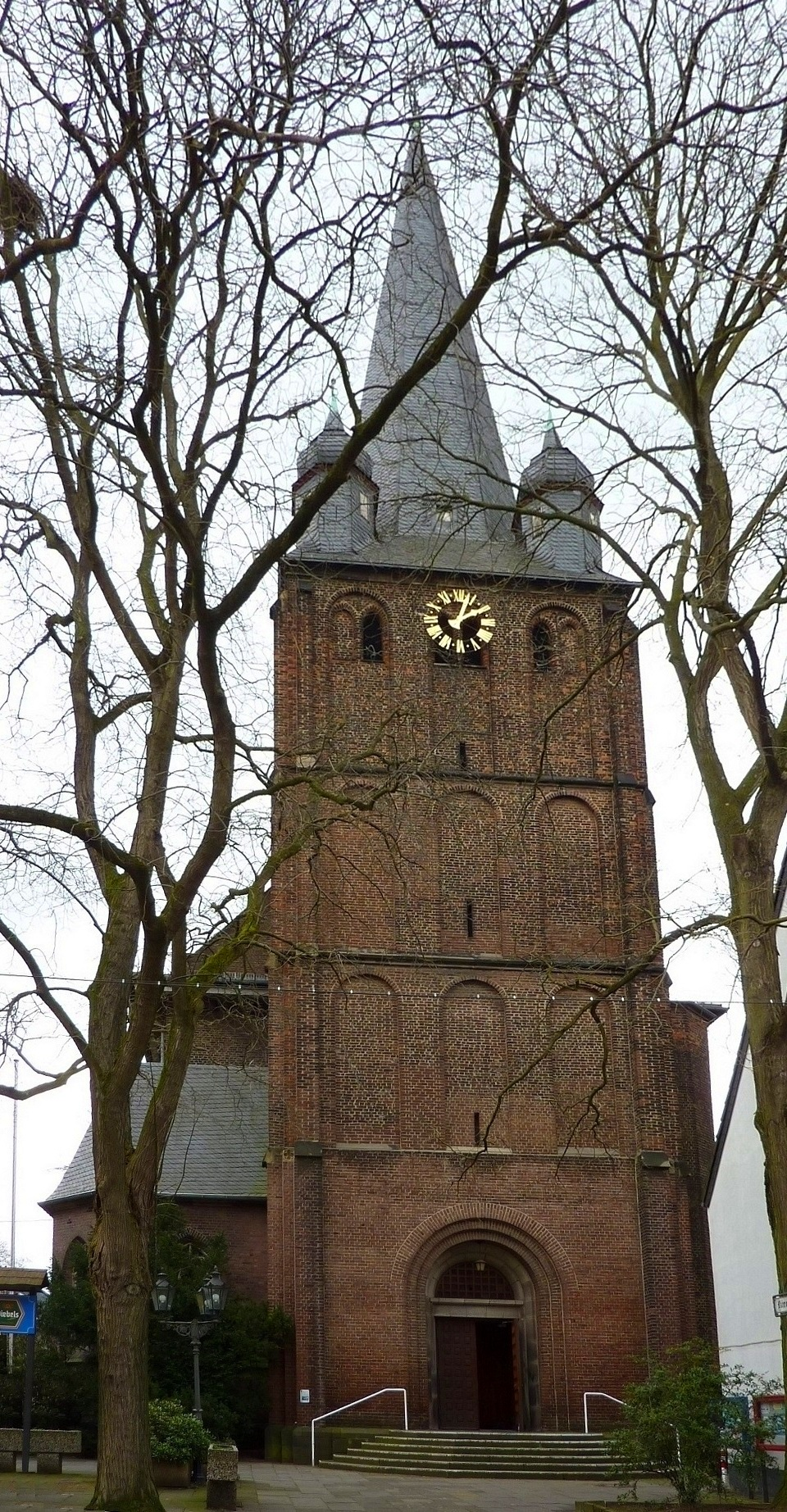
Uerdingen, St. Peter, Turm

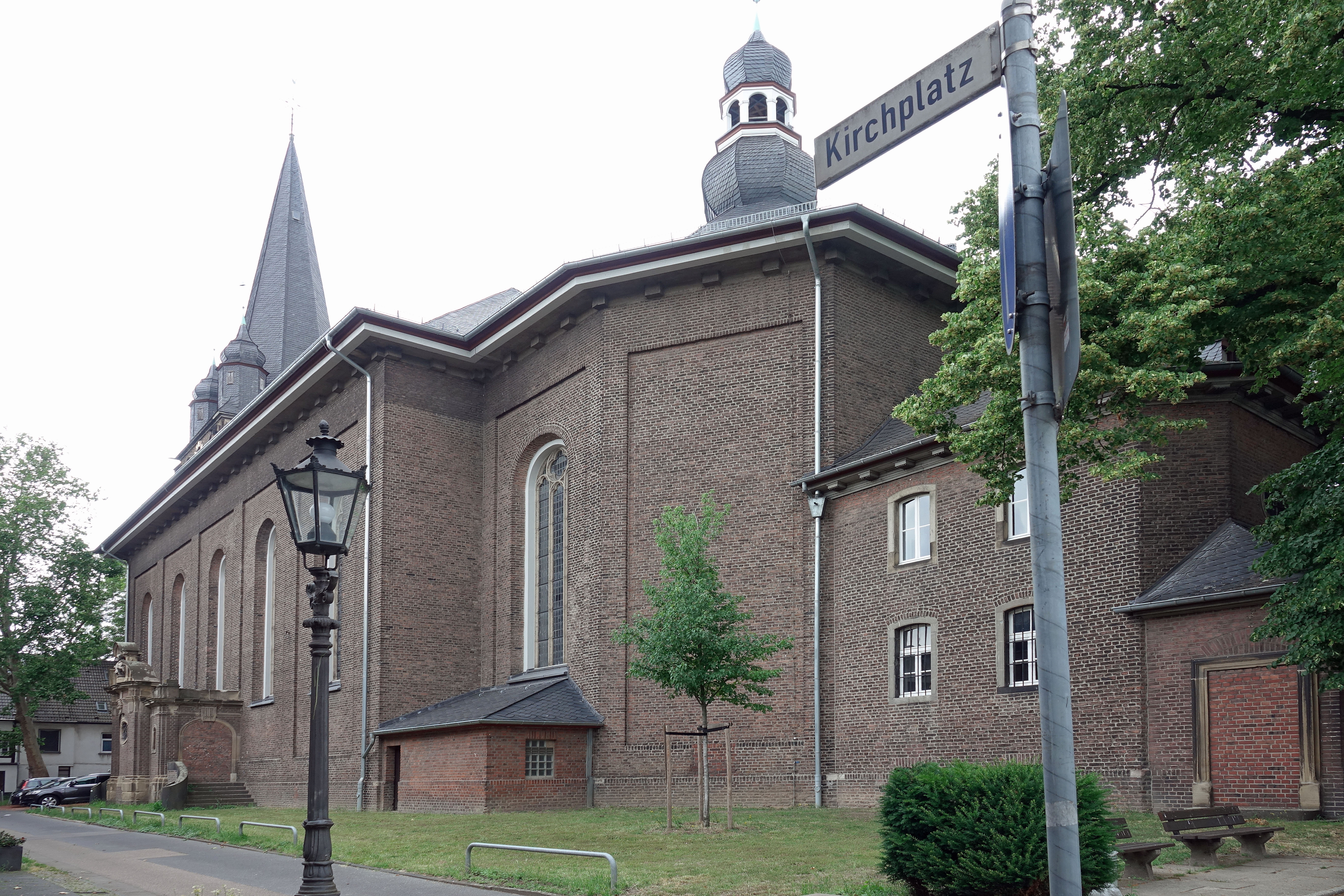
Südostansicht

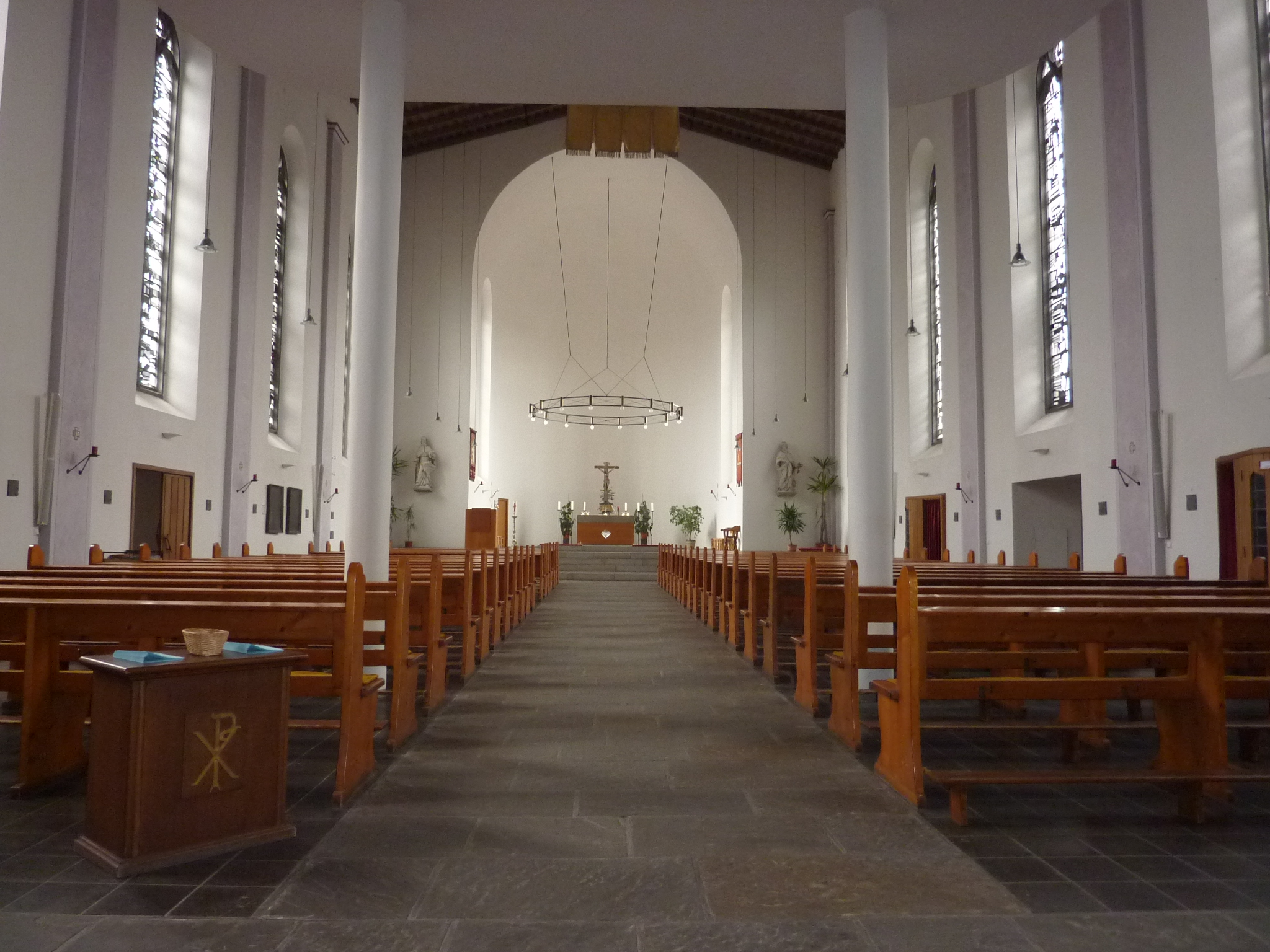
Innenraum

St. Peter ist eine römisch-katholische Pfarrkirche in Uerdingen am Rhein, heute ein Stadtteil von Krefeld. Die auf das 13. Jahrhundert zurückgehende Kirche wurde nach Zerstörung im Zweiten Weltkrieg in der Baugestalt von 1803 wiedererrichtet. Ihr Patron, der Apostel Petrus, war zugleich Stadtpatron; seine Schlüssel repräsentieren Uerdingen auch im Wappen der Stadt Krefeld.

## Geschichte
Uerdingen gehörte zu Kurköln. Das Petruspatrozinium unterstreicht diese Verbindung. Urkundlich belegt ist der Kirchenname seit 1285, als nach dem Untergang von Alt-Uerdingen im Rhein die neue Stadt planmäßig gebaut und die neue Pfarrkirche geweiht wurde. Hundert Jahre später wurde St. Peter zur dreischiffigen Basilika ausgebaut und mit dem massiven Westturm versehen, der bis heute das Stadtbild prägt. Nach einem Brand 1463 und nach schweren Sturmschäden 1627 wurde der Bau erneuert.
1799 zerstörte ein Hochwasser das Langhaus der Kirche vollständig, sodass es anschließend bis 1803 in klassizistischen Formen als Saalkirche mit flachem Tonnengewölbe und einem barocken geschweiften Dachreiter auf dem Chor neu gebaut wurde. Aus dem säkularisierten Kloster Langwaden kamen drei wertvolle Barockaltäre nach St. Peter.
Im August 1943 ging die Kirche nach einem Bombenangriff in Flammen auf. Auch die Ausstattung ging fast vollständig verloren. Die Ruine wurde gesichert, und nach Kriegsende begann der Wiederaufbau von Turm und Langhaus in der Vorkriegsgestalt. Der Innenraum entspricht dem kargen Bauideal der 1950er Jahre.

## Orgel
2017 erhielt St. Peter die Orgel der im Jahr zuvor an die russisch-orthodoxe Kirche verkauften St.-Franziskus-Kirche. Das Instrument der Firma Karl Göckel (Epfenbach) aus dem Jahr 1998 (Op. 37) umfasst 26 Register auf zwei Manualen und Pedal.

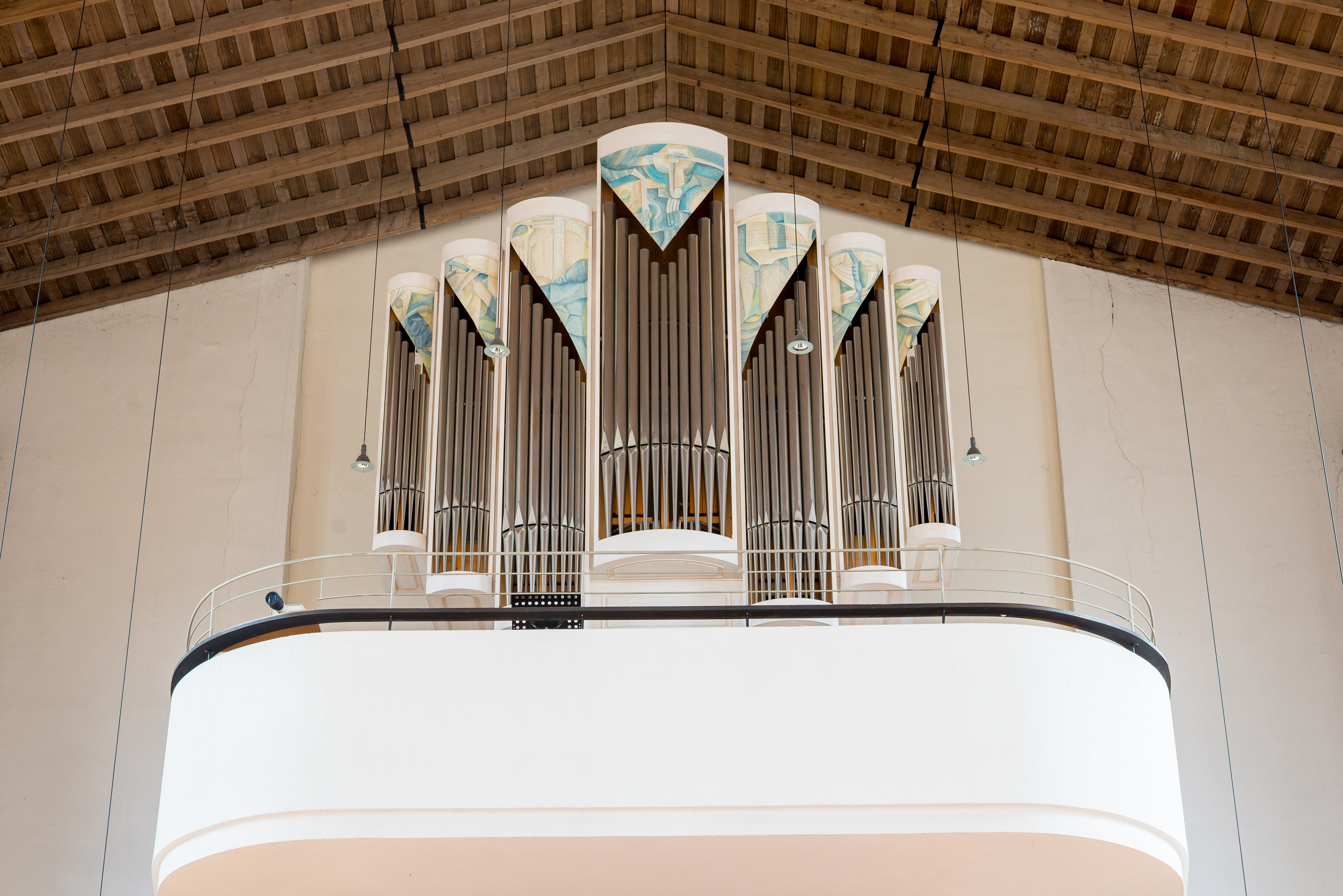
Orgel in St. Peter (Uerdingen)

Die Disposition lautet:
| I Hauptwerk C–g3 |           |       |
| 1.               | Bourdon   | 16′   |
| 2.               | Principal | 8′    |
| 3.               | Bourdon   | 8′    |
| 4.               | Gamba     | 8′    |
| 5.               | Oktave    | 4′    |
| 6.               | Flute     | 4′    |
| 7.               | Doublette | 2′    |
| 8.               | Cornet V  | 8′    |
| 9.               | Mixtur IV | 1 ⁄3′ |
| 10.              | Trompete  | 8′    |
|                  | Tremulant |       |

| II Schwellwerk C–g3 |                   |        |
| 11.                 | Flute             | 8′     |
| 12.                 | Salicional        | 8′     |
| 13.                 | Voix celeste      | 8′     |
| 14.                 | Flute octaviante  | 4′     |
| 15.                 | Nasard            | 2 ⁄3′  |
| 16.                 | Octavin           | 2′     |
| 17.                 | Tierce            | 1 3⁄5′ |
| 18.                 | Larigot           | 1 ⁄3′  |
| 19.                 | Plen Jeu V        | 2′     |
| 20.                 | Basson - Hautbois | 8′     |
|                     | Tremulant         |        |

| Pedalwerk C–f1 |             |     |
| 21.            | Subbass     | 16′ |
| 22.            | Oktavbass   | 8′  |
| 23.            | Gedecktbass | 8′  |
| 24.            | Oktave      | 4′  |
| 25.            | Posaune     | 16′ |
| 26.            | Trompetbass | 8′  |

- Koppeln: II/I, I/P, II/P